# Hyles vinaceareducta
Hyles vinaceareducta är en fjärilsart som beskrevs av Wladasch. 1941. Hyles vinaceareducta ingår i släktet Hyles och familjen svärmare. Inga underarter finns listade i Catalogue of Life.